# Volcanoes Nemzeti Park
A Volcanoes Nemzeti Park (Vulkán Nemzeti Park) Ruanda északnyugati részén fekszik, határos a Kongói Demokratikus Köztársaságban fekvő Virunga Nemzeti Parkkal és az ugandai Mgahinga Gorilla Nemzeti Parkkal. A park a kihalófélben lévő hegyi gorilla egyik utolsó menedékhelyeinek egyike. A nemzeti park területén emelkedik a Virunga-hegység nyolc vulkánja közül öt: a Karisimbi, a Bisoke, a Muhabura, a Gahinga  és a Sabyinyo vulkánok. A hegyoldalakat esőerdő és bambuszerdő borítja. A Bisoke és a Karisimbi vulkánok közötti völgyben hozta létre Dian Fossey a hegyi gorillák megfigyelésére a Karisoke Kutatóközpontot.

## Története

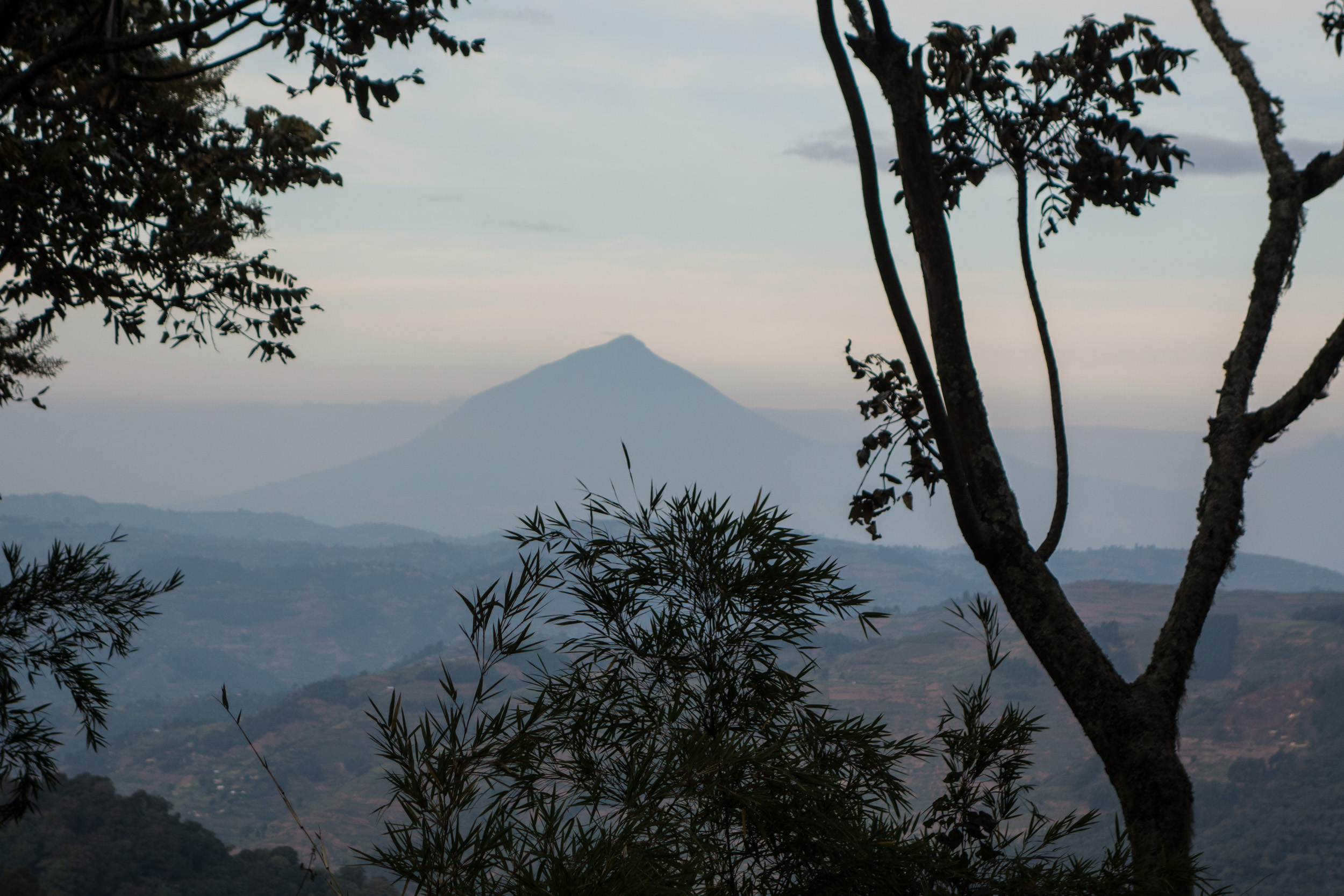
A Muhabura vulkán részben a Volcanoes Nemzeti Parkban részben az ugandai Mgahinga Gorilla Nemzeti Parkban magasodik

A Karisimbi, Bisoke és Mikeno vulkánok által határolt területet 1925-ben nyilvánították  védett parkká, a park létrehozásának célja a gorilláknak az orvvadászoktól való védelme volt. A park az afrikai kontinensen létrehozott legelső nemzeti park volt. Ezt követően, 1929-ben a park határait kiterjesztették Ruanda és a Belga Kongó irányába; a megnövelt területű, 8090 km²-es park neve Albert Nemzeti Park lett, irányítása a belga gyarmati hatóságok feladata volt.
Miután Kongó 1960-ban kivívta függetlenségét, a parkot kettéosztották. Ruanda függetlenségének 1962-ben történt elnyerése után az új kormány úgy döntött, hogy a parkot természetvédelmi területként meghagyják, annak ellenére, hogy az újonnan alakult köztársaság súlyos túlnépesedési gondokkal küszködött.
A későbbiek során a parkba helyezte kutatásai központját az ismert amerikai természettudós, zoológus Dian Fossey, aki csaknam két évtizeden át folytatta itt a hegyi gorillák tanulmányozását. 1967-ben érkezett a parkba, és a Karisimbi és Bisoke vulkánok között létrehozta a Karisoke Kutatóközpontot. Ettől kezdve életének nagy részét a parkban töltötte, javára írják, hogy azáltal, hogy a hegyi gorillák veszélyeztetett helyzetét a nemzetközi közvélemény elé tárta, megmentette a fajt a kihalástól. A kutatóközpontban álló faházában ismeretlen tettes ölte meg 1985-ben, a gyilkosságot azoknak az orvvadászoknak tulajdonítják, akik ellen egész életében harcolt. Fossey életét az életrajzi könyve alapján készül Gorillák a ködben című filmből ismerte meg a világ. A park területén, a kutatóközpont mellett temették el, kedvenc gorilláinak sírhelye mellett.

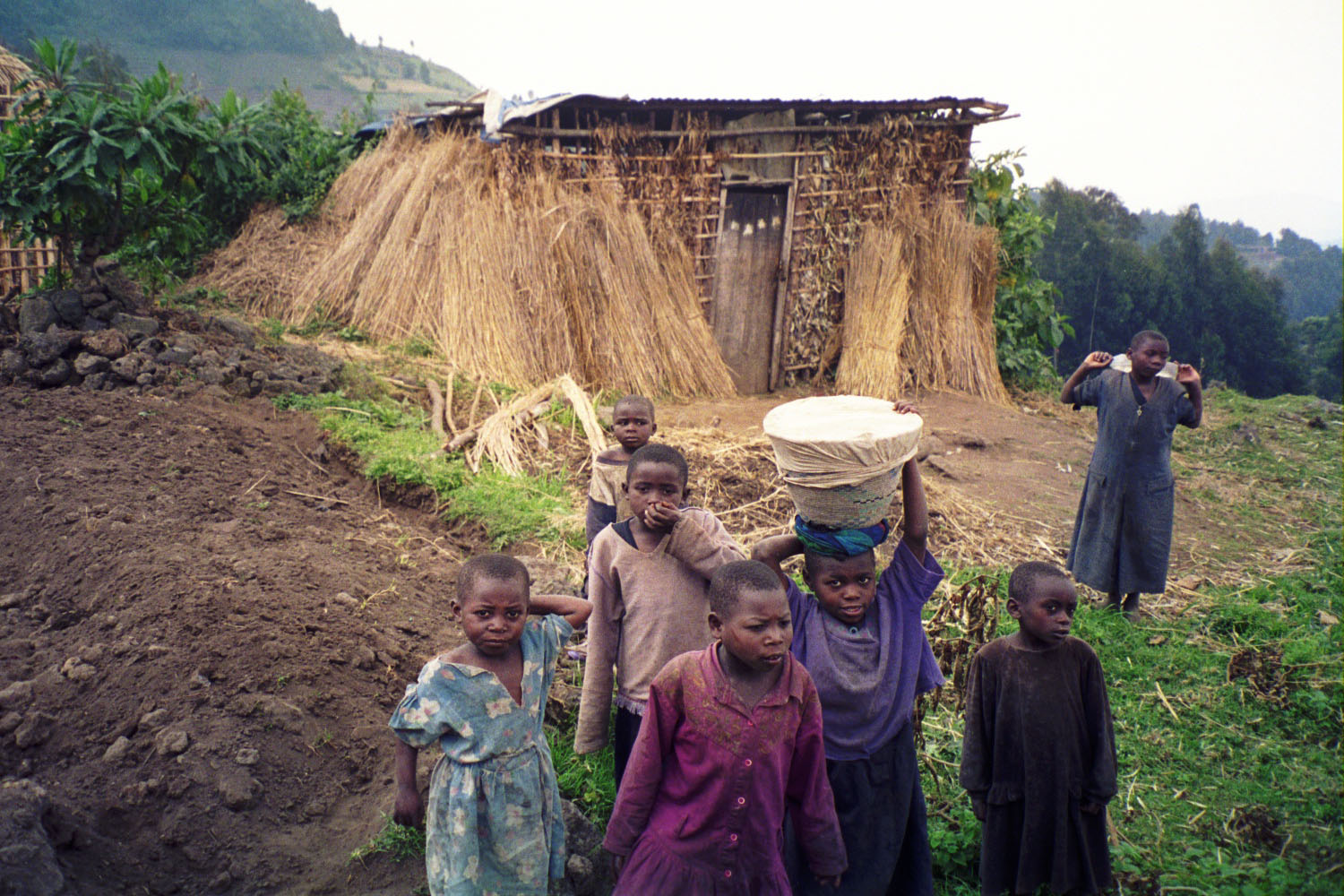
Gyermekek a Vulkán Nemzeti Parkhoz közeli tanyán

A ruandai polgárháború során a Vulkán Nemzeti Park súlyos harcok helyszíne volt; 1992-ben a park központját is megtámadták. Ekkor a kutatóközpontot kiürítették és elhagyták, mindennemű turistalátogatásnak véget vetettek. A turizmus csak 1999-ben indult újra, amikor a területet ismét biztonságosnak nyilvánították. Az ezt követő évek során a  Demokratikus Erők Ruanda Felszabadításáért (DFLR) lázadó szervezet tagjai ugyan időről időre beszivárognak a park területére, de a ruandai hadsereg hamar megállítja ezeket a felkelőket, és úgy vélik a turizmust nem fenyegeti veszély.

## Növényzet és állatvilág

### Növényzet

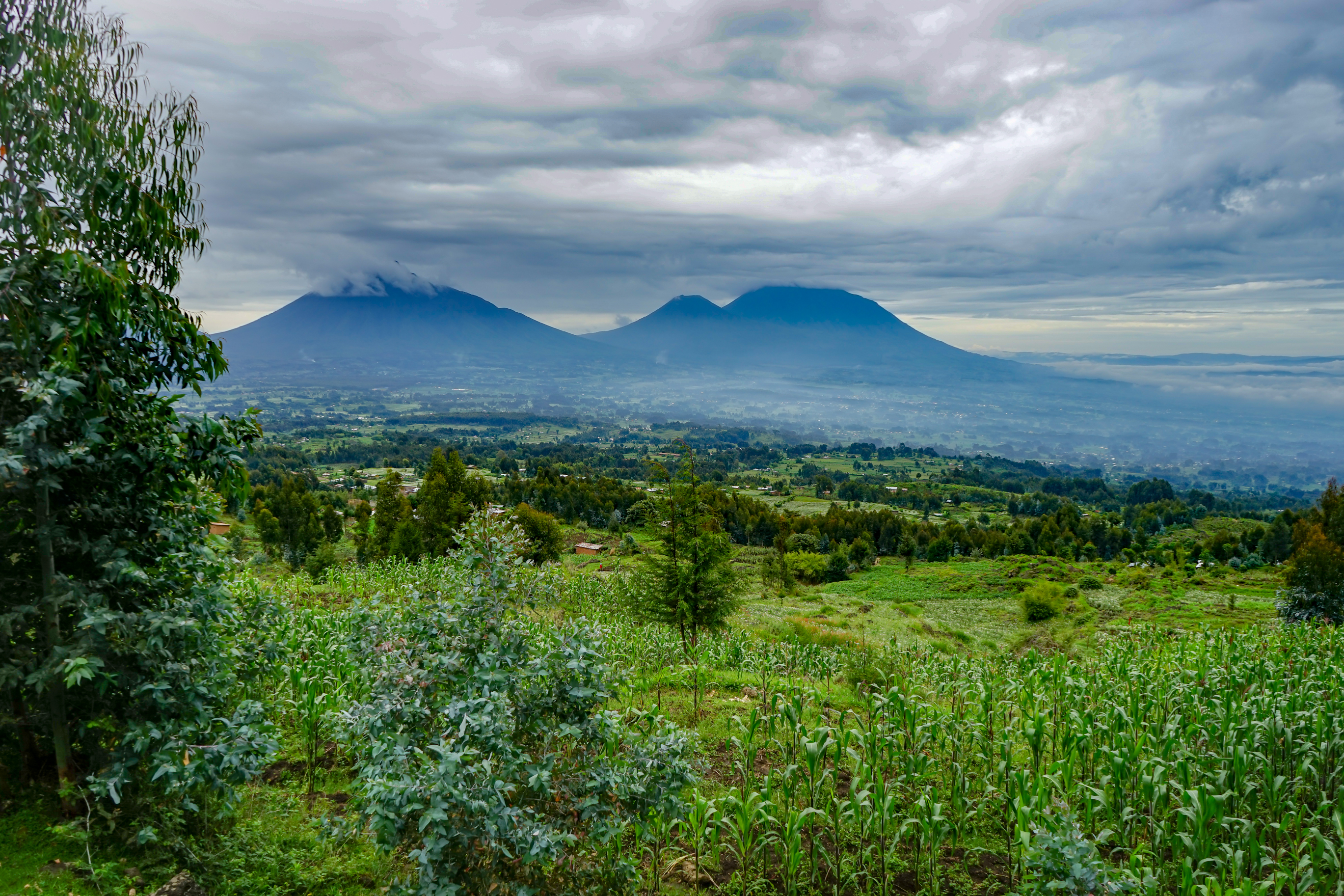
Jellegzetes táj a Volcanoes parkban

A növényzet jellege a park nagy szintkülönbségeinek megfelelően rendkívül változatos. A park legalacsonyabban fekvő szintjét magashegységi (montán) trópusi  erdők borítják, bár ezek jó része a mezőgazdasági célú erdőirtás áldozata lett. 2400 m-es és 2500 m-es magasság között Neoboutonia erdő található. 2500-tól 3200 m-ig Arundinaria alpina bambuszerdő borítja a park területének mintegy 30%-át. 2600 m-től 3600 m-ig, többnyire a párásabb déli és nyugati lejtőkön Hagenia-Hypericum erdő található, mely szintén a park 30%-át borítja. Itt található Afrika egyik legnagyobb Hagenia abyssinica erdeje. 3500 m és 4200 m-es magasság között a Lobelia wollastonii, a L. lanurensis és a Senecio erici-rosenii jellemző, ez a vegetáció borítja a park területének 25%-át. 4300 m és 4500 m magasság között fűvel borított táj fekszik. Másodlagos bozót, rét, láp, mocsár és kisebb tavak is előfordulnak, de területük viszonylag kicsiny.

### Állatvilág
A park elsősorban a hegyi gorillákról (Gorilla beringei beringei) ismert. A parkban élő más állatfajok: aranycerkóf (Cercopithecus kandti), feketehomlokú bóbitásantilop (Cephalophus nigrifons), kafferbivaly (Syncerus caffer), foltos hiéna (Crocuta crocuta) és a  bozóti antilop (Tragelaphus scriptus). Egyes beszámolók szerint kis számban elefántok is élnek a parkban, bár előfordulásuk igen ritka. 178 feljegyzett madárfaj él itt, melyek közül legalább 13 faj és 16 alfaj a Virunga-hegység és a Rwenzori-hegység endemikus faja.

## Turizmus
A Ruandai Idegenforgalmi Hivatal (ORTPN) az ökoturisták számára többféle lehetőséget kínál:
- Látogatás a gorillákhoz – a látogatók négy habituálódott, emberhez szokott csoportot figyelhetnek meg; erre a hivatal napi 32 fős engedélyt ad ki. A látogatók egy órát tölthetnek a gorillák közelében.
- Látogatás az aranycerkófokhoz.
- A Karisimbi vulkán megmászása - kétnapos túra, éjszakázás a 3800 m magasan fekvő táborban.
- A Bisoke vulkán megmászása – egynapos program.
- Túra a tavakhoz és a barlangokhoz.
- Dian Fossey sírjának meglátogatása.

A turizmusból származó bevétel nagy része a park fenntartását és a természetvédelmet szolgálja. A bevétel egy része az államot illeti, kb. 10%-a pedig a helyiekhez kerül, azért, hogy a helyi emberek is részesedjenek a park által termelt haszonból.

## Adatok
- Területe: 130 km²
- Magassága: 2400 m – 4507 m
- Évi átlagos csapadékmennyiség: 1975 mm, 3000 m-es magasságon, nyugat felé csökkenő
- Évi középhőmérséklet: 9,6 °C.

## Lásd még
- Virunga Nemzeti Park
- Rwenzori-hegység
- Mgahinga Gorilla Nemzeti Park
- Virunga-hegység

## Külső hivatkozások
- The Rwanda Tourist Board (ORTPN)
- The Virunga Primates page from Footprint Adventures
- Rwanda National Parks Archiválva 2016. március 7-i dátummal a Wayback Machine-ben Információ Ruanda nemzeti parkjairól és vadvilágáról